# Gle Jabong
Gle Jabong är en kulle i Indonesien.   Den ligger i provinsen Aceh, i den västra delen av landet, 1 800 km nordväst om huvudstaden Jakarta. Toppen på Gle Jabong är 48 meter över havet. Gle Jabong ligger på ön Pulau Peunasu.
Terrängen runt Gle Jabong är kuperad åt sydväst, men norrut är den platt. Runt Gle Jabong är det mycket tätbefolkat, med 1 018 invånare per kvadratkilometer.